# Glomerella guevinae
Glomerella guevinae är en svampart som först beskrevs av Hans Sydow, och fick sitt nu gällande namn av Arx & E. Müll. 1954. Glomerella guevinae ingår i släktet Glomerella och familjen Glomerellaceae.   Inga underarter finns listade i Catalogue of Life.